# Il segno dei tre: Holmes, Dupin, Peirce
Il segno dei tre: Holmes, Dupin, Peirce è una raccolta di saggi curata da Umberto Eco e Thomas A. Sebeok e pubblicata nel 1983.

## Nascita del volume
Come gli stessi curatori sottolineano nella prefazione, questa raccolta di saggi nacque grazie ad una serie di coincidenze favorevoli. Nel 1978 Thomas Sebeok ed Umberto Eco scoprirono per caso che entrambi stavano studiando il "metodo" investigativo di Sherlock Holmes mettendolo in relazione con la semiotica di Charles Sanders Peirce e in particolare con la sua metodologia abduttiva. Poco dopo, Sebeok ed Eco si resero poi conto che anche altri studiosi, quali Marcello Truzzi, Jaakko Hintikka e Carlo Ginzburg (che nel 1979 aveva pubblicato il saggio "Spie. Radici del paradigma indiziario) si erano occupati della questione del metodo investigativo holmesiano. Sebeok ed Eco decisero allora di mettere insieme questi saggi (alcuni dei quali già pubblicati altrove) e la Indiana University Press accettò il progetto, che nel frattempo, sempre grazie a fortunati incontri e coincidenze, aveva accolto anche i lavori di Nancy Harrowits su Peirce, Poe e quelli di Gian Paolo Caprettini e di altri eminenti studiosi. Il titolo, “Il segno dei tre”, allude al titolo del romanzo di Arthur Conan Doyle “Il segno dei quattro” e, allo stesso tempo, permette di porre enfasi su un concetto fondamentale per Peirce e per tutta la semiotica in generale, quello di segno.

## Contenuto
La questione teorica la centro dei vari contributi che compongono questa raccolta riguarda il particolare metodo investigativo grazie al quale Auguste Dupin e in modo particolare Sherlock Holmes arrivano alla soluzione del mistero. Nell'analizzare il procedimento logico sottostante a quelle che apparentemente sembrano intuizioni, gli autori di questi saggi fanno riferimento alle teorie di Charles Sanders Peirce e in particolare a quella logica di ragionamento nota come abduzione. Il ragionamento ipotetico impiegato da Holmes non sarebbe quindi propriamente quello della deduzione, anche se Conan Doyle e i suoi traduttori impiegano questo termine, ma piuttosto quello dell'abduzione.

## Edizioni
- Umberto Eco e Thomas Sebeok (a cura di), The Sign of Three: : Dupin, Holmes, Peirce, Bloomington, Indiana University Press, 1983.

- Umberto Eco e Thomas Sebeok (a cura di), Il Segno Dei Tre: Holmes, Dupin, Peirce, Milano, Bompiani, 1983, rist. 2004.